# San Nicola Baronia
San Nicola Baronia er en by i Campania, Italien med 762 (2023) indbyggere.